# Josef Schweiger
Josef Schweiger (* 20. Juli 1920 in Wien; † 24. Februar 1977 ebenda) war ein österreichischer Politiker (SPÖ).

## Leben
Nach Besuch der Volksschule und eines Realgymnasiums legte Josef Schweiger im Jahr 1939 die Matura ab. 1942 fand er Anstellung als Mitarbeiter der Österreichischen Post, ehe er im Jahr 1946 in den Rechnungsdienst des Unternehmens wechselte.
Innerhalb der Post engagierte sich Schweiger gewerkschaftlich und wurde so 1964 Vorsitzender der Gewerkschaft der Post- und Telegraphenbediensteten. Von 1970 bis 1974 fungierte er als Zweiter Vizepräsident des Verwaltungsrates der Österreichischen Postsparkasse.
Im Dezember 1974 wurde er als sozialdemokratisches Mitglied des Bundesrats vereidigt. Der österreichischen Länderkammer gehörte Schweiger daraufhin bis zu seinem Tod, im Februar 1977, an. Er starb im Alter von 56 Jahren.